# Henri Konan
Henri Konan (Costa de Marfil francesa; 1937 – Abiyán, Costa de Marfil; 28 de marzo de 2009) fue un futbolista de Costa de Marfil que jugó en la posición de Defensa.

## Carrera

### Club
Jugó toda su carrera con el Stade d'Abidjan de 1957 a 1970, con el que fue campeón nacional en cinco ocasiones y la Copa Africana de Clubes Campeones 1966.

### Selección nacional
Jugó para Costa de Marfil en 31 ocasiones de 1961 a 1968 y anotó un gol en la derrota por 3-4 ante Ghana en las semifinales de la Copa Africana de Naciones 1968; participó en dos ediciones de la Copa Africana de Naciones.

## Logros
- Primera División de Costa de Marfil (5): 1962, 1963, 1965, 1966, 1969
- Copa Africana de Clubes Campeones (1): 1966